# Diaconaat
Het diaconaat is een van de kerntaken van christelijke kerken. De letterlijke betekenis van diaconaat is het zich dienstbaar opstellen, of wat vrijer vertaald is het hulp bieden aan allen die dit nodig hebben.
Eeuwenlang werd het diaconaat vereenzelvigd met de zeven werken van barmhartigheid, het richtte zich op zieken, armen, wezen en weduwen binnen Nederland, ook in de Armenwet van 1854 staat hulp door kerken en particulieren centraal. De Algemene bijstandswet van 1965 maakt hier een einde aan. In plaats van afhankelijk te zijn van liefdadigheid had iedereen vanaf die tijd het recht op bijstand. Door de verzuiling van de Nederlandse maatschappij richtten de meeste organisaties zich op hun eigen doelgroepen. Na de ontzuiling zijn de meeste organisaties óf gefuseerd óf zich gaan openstellen voor iedereen.
Doordat de overheid zich steeds meer terugtrekt uit de verzorgingsstaat komen er naast de zorg voor armen steeds meer diaconale doelgroepen: psychiatrisch patiënten, verslaafden, prostituees en dak- en thuislozen.
Een groot deel van het diaconaat richt zich als werelddiaconaat op ontwikkelingssamenwerking, het milieu, vluchtelingenhulp en hulp aan ex-gedetineerden, veelal in samenwerking en ter ondersteuning van NGO's, hulpverlenings- en mensenrechtenorganisaties.

## Wie doet diaconaat?
De diaconie is de kerkelijke organisatie in de Nederlandse protestantse kerken die heel specifiek is belast met de materiële aspecten van diaconaat. Voor immateriële zaken in deze kerken zijn de predikant (dominee) en de ouderlingen verantwoordelijk.
De organisatie en uitvoering van landelijk en werelddiaconaat ligt in handen van Kerk in Actie
Ook iedere gedoopte christen wordt geacht dienstbaar te worden aan anderen. Voor zover dit vanuit en namens de kerk gebeurt wordt dit ook diaconaat genoemd. In de burgerlijke wereld komen termen voor als solidariteit en hulpverlening.
Diaconaat is zowel katholiek als protestants maar in de rooms-katholieke kerk is diaconaat geen taak meer van diakens.

## Diaconaat in de wetenschap
Diaconaat of diaconaatswetenschap is ook een specialisatie binnen de universitaire opleiding theologie.